# Frente de Libertação Libanesa
A Frente de Libertação Libanesa (em árabe: جبهة التحرير اللبنانية transliterado como Jabhat al-Tahrir al-Lubnaniyya; em francês:  Front de Liberation Libanais, FLL) foi um grupo terrorista clandestino de tendência nacionalista formado em fevereiro de 1987.

## Atividades (1987-1990)
Também designada como Organização de Libertação Libanesa  (em árabe: Al-Tanzim al-Tahrir al-Lubnaniyya; em francês:  Organisation de Liberation Libanais, OLL), esta organização obscura parece ter combinado uma variedade de queixas contra as políticas da Síria, Israel e dos Estados Unidos sobre Líbano. No final da década de 1980, a Frente de Libertação Libanesa foi responsável por uma série de ataques de guerrilha dirigidos contra as tropas do Exército Sírio estacionadas em território libanês e, embora sua única ação realizada fora do Oriente Médio tenha sido no Canadá, suas motivações para atacar um alvo canadense e a importância para os objetivos gerais do grupo permanecem incertas. A Frente de Libertação Libanesa encerrou suas atividades de guerrilha em 1989, embora se presuma que permaneceu ativa pelo menos até meados da década de 1990.